# Turbidapsyche
Turbidapsyche (лат.) — ископаемый род насекомых-скорпионниц из семейства Mesopsychidae (Mecoptera). Мезозойская эра.

## Этимология
Родовое название Turbidapsyche представляет собой сочетание латинского «turbida-» («запутанный», что указывает на запутанность классификации этого рода) и «-psyche» («душа», традиционный суффикс родовых названий в Mesopsychidae).

## Описание
Длина передних крыльев около 1 см. Род отличается его жилкой Sc с двумя передними ветвями, что контрастирует тремя и более ветвями Sc у представителей близкого рода Mesopsyche. Род Turbidapsyche обнаружен в ископаемых остатках (пермский и триасовый периоды) в следующих странах: Китай, Корея, Кыргызстан, Россия и Украина.

## Классификация
Род включает около 10 ископаемых видов.
- Turbidapsyche shcherbakovi (Novokshonov, 1997)
- Turbidapsyche justa (Novokshonov & Sukatsheva, 2001)[3]
- Turbidapsyche ordinata (Novokshonov & Sukatsheva, 2001)[3]
- Turbidapsyche tortiva (Novokshonov & Sukatsheva, 2001)[3]
- Turbidapsyche gentica (Novokshonov & Sukatsheva, 2001)[3]
- Turbidapsyche tongchuanensis  (Hong, 2007)
- Turbidapsyche incompleta  (Bashkuev, 2011)[2]
- Turbidapsyche jinsuoguanensis  (Lian, Cai & Huang, 2021)[4]
- Turbidapsyche liaoi  (Lian, Cai & Huang, 2021)[4]
- Turbidapsyche orientalis Lian & Huang, 2024[1]
- Turbidapsyche sparsanota Lian & Huang, 2024[1]
- Turbidapsyche hongi Lian & Huang, 2024[1]